# Alissonotum quadridens
Alissonotum quadridens är en skalbaggsart som beskrevs av Dupuis 1998. Alissonotum quadridens ingår i släktet Alissonotum och familjen Dynastidae. Inga underarter finns listade i Catalogue of Life.